# Governo Leone II
Il Governo Leone II è stato il ventiduesimo esecutivo della Repubblica Italiana, il primo della V legislatura.
È rimasto in carica dal 25 giugno al 13 dicembre 1968 per un totale di 171 giorni, ovvero 5 mesi e 18 giorni.
Il governo ottenne la fiducia dalla Camera dei Deputati il 10 luglio 1968 con 263 voti a favore, 252 contro e 88 astenuti, ovvero i socialisti e i repubblicani.
Il governo ottenne la fiducia dal Senato il 17 luglio 1968 con 138 voti a favore e 129 contrari. 
Rassegnò le dimissioni in seguito alle posizioni assunte dai repubblicani, socialisti-socialdemocratici e democristiani di apertura per la formazione di un nuovo Governo di coalizione.

## Storia
Le elezioni del 1968 sono caratterizzate dal fallimento dell'unificazione socialista. Il "nuovo" partito, che ha presentato i simboli affiancati e non la denominazione Partito socialista unificato, ottiene 4.603.192 voti contro i 6.132.107 voti (4.255.836 del PSI, 1.876.271 del PSDI) ottenuti dai due partiti separati nel 1963. Quel milione e mezzo circa di voti mancanti è andato quasi tutto al PSIUP, che ottiene 1.414.697 voti a dimostrazione che la scissione non è stata soltanto una ribellione di vertice al centro-sinistra. Questo buon risultato, unito alla crescita del PCI al 25,5% (8.551.347 contro 7.767.601) pone una pesante ipoteca sulla formula di governo, specie dopo il disimpegno socialista. Il comitato centrale del PSI-PSDI, pur ritenendo valida la formula di centro-sinistra decide 145 voti contro 84 di non partecipare al nuovo governo e di affidare l'esito delle elezioni ed ogni altra decisione ad un congresso da celebrare entro ottobre.
Nonostante tale disimpegno la DC, che ha recuperato qualche punto dalla precedente disfatta, tenta comunque la strada del centro-sinistra. Messo da parte Moro, come nel 1963 si era fatto con Fanfani, l'incarico viene affidato a Mariano Rumor. Al segretario della DC bastano 24 ore per capire che senza il PSI non è possibile formare una maggioranza, e non esistendo le condizioni per una collaborazione con le destre lo rimette paventando la possibilità, anche qui come nel 1963, di varare un gabinetto di attesa. L'incarico viene quindi affidato a Giovanni Leone, che per la seconda volta si presta a traghettare il parlamento verso gli adempimenti costituzionali di fine anno. Viene formato un monocolore democristiano che si presenta alle camere con l'incognita dell'atteggiamento socialista, che sarà deciso dopo l'illustrazione del programma.

## Compagine di governo

### Sostegno parlamentare
| Camera dei Deputati | Camera dei Deputati | Seggi             |
| ------------------- | --- | ----------------- |
|                     | Democrazia Cristiana Partito Socialista Unificato Partito Liberale Italiano Partito Repubblicano Italiano Südtiroler Volkspartei Totale Maggioranza | 266 91 31 9 3 400 |
|                     | Partito Comunista Italiano Movimento Sociale Italiano PSIUP PDIUM Totale Opposizione                                                                | 177 24 23 6 230   |
| Totale              | Totale | 630               |

| Senato della Repubblica | Senato della Repubblica | Seggi           |
| ----------------------- | --- | --------------- |
|                         | Democrazia Cristiana Partito Socialista Unificato Partito Liberale Italiano Partito Repubblicano Italiano Südtiroler Volkspartei Totale Maggioranza | 135 46 16 2 201 |
|                         | PCI-PSIUP Movimento Sociale Italiano PDIUM Totale Opposizione                                                                                       | 101 11 2 114    |
| Totale                  | Totale | 315             |

### Appartenenza politica
- Democrazia Cristiana

### Provenienza geografica
| Regione               | Presidente | Ministri | Sottosegretari | Totale |
| --------------------- | ---------- | -------- | -------------- | ------ |
| Campania              | 1          | 2        | 4              | 7      |
| Sicilia               | -          | 2        | 6              | 8      |
| Lombardia             | -          | 2        | 5              | 7      |
| Piemonte              | -          | 1        | 5              | 6      |
| Lazio                 | -          | 2        | 3              | 5      |
| Puglia                | -          | 1        | 4              | 5      |
| Abruzzo               | -          | 2        | 2              | 4      |
| Veneto                | -          | 2        | 2              | 4      |
| Friuli-Venezia Giulia | -          | 1        | 3              | 4      |
| Sardegna              | -          | 1        | 3              | 4      |
| Emilia-Romagna        | -          | 1        | 2              | 3      |
| Liguria               | -          | 2        | -              | 2      |
| Basilicata            | -          | 1        | 1              | 2      |
| Toscana               | -          | 1        | 1              | 2      |
| Marche                | -          | -        | 2              | 2      |
| Trentino-Alto Adige   | -          | 1        | -              | 1      |
| Calabria              | -          | -        | 1              | 1      |
| Umbria                | -          | -        | 1              | 1      |

## Composizione
| Carica                                                                          | Titolare                              | Titolare                              | Titolare                              | Sottosegretari                                                                                             |
| Presidenza del Consiglio dei ministri                                           | Presidenza del Consiglio dei ministri | Presidenza del Consiglio dei ministri | Presidenza del Consiglio dei ministri | Sottosegretario di Stato alla Presidenza del Consiglio                                                     |
| ------------------------------------------------------------------------------- | ------------------------------------- | ------------------------------------- | ------------------------------------- | --- |
| Presidente del Consiglio dei ministri                                           |                                       |                                       | Giovanni Leone (DC)                   | - Luigi Michele Galli (DC) - Albertino Castellucci (DC) - Mario Pedini (DC) - Athos Valsecchi (DC)         |
| Ministri senza portafoglio                                                      |                                       |                                       |                                       | |
| Compiti politici particolari                                                    |                                       |                                       | Attilio Piccioni (DC)                 | Attilio Piccioni (DC)                                                                                      |
| Interventi straordinari nel Mezzogiorno e nelle aree depressive del Centro-Nord |                                       |                                       | Italo Giulio Caiati (DC)              | Italo Giulio Caiati (DC)                                                                                   |
| Rapporti fra Governo e Parlamento                                               |                                       |                                       | Crescenzo Mazza (DC)                  | Crescenzo Mazza (DC)                                                                                       |
| Riforma della pubblica amministrazione                                          |                                       |                                       | Tiziano Tessitori (DC)                | Tiziano Tessitori (DC)                                                                                     |
| Ministero                                                                       | Ministri                              | Ministri                              | Ministri                              | Sottosegretari di Stato                                                                                    |
| Affari esteri                                                                   |                                       |                                       | Giuseppe Medici (DC)                  | - Franco Maria Malfatti (DC) - Giorgio Oliva (DC)                                                          |
| Interni                                                                         |                                       |                                       | Franco Restivo (DC)                   | - Remo Gaspari (DC) - Angelo Salizzoni (DC)                                                                |
| Grazia e giustizia                                                              |                                       |                                       | Guido Gonella (DC)                    | - Giuseppe Vedovato (DC) (fino al 06/07/1968) - Renato Dell'Andro (DC) (dal 13/09/1968)                    |
| Finanze                                                                         |                                       |                                       | Mario Ferrari Aggradi (DC)            | - Giovanni Gioia (DC) - Vincenzo Russo (DC) - Tommaso Spasari (DC)                                         |
| Tesoro Bilancio e programmazione economica (ad interim)                         |                                       |                                       | Emilio Colombo (DC)                   | - Ermenegildo Giuseppe Bertola (DC) - Giuseppe Caron (DC) - Bonaventura Picardi (DC) - Natale Santero (DC) |
| Difesa                                                                          |                                       |                                       | Luigi Gui (DC)                        | - Francesco Cossiga (DC) - Guglielmo Donati (DC) - Guglielmo Pelizzo (DC)                                  |
| Pubblica istruzione                                                             |                                       |                                       | Giovanni Battista Scaglia (DC)        | - Maria Badaloni (DC) - Vincenzo Bellisario (DC) - Giovanni Elkan (DC)                                     |
| Lavori pubblici                                                                 |                                       |                                       | Lorenzo Natali (DC)                   | - Danilo De' Cocci (DC) - Luigi Giglia (DC) - Stefano Riccio (DC)                                          |
| Agricoltura e foreste                                                           |                                       |                                       | Giacomo Sedati (DC)                   | - Dario Antoniozzi (DC) - Arnaldo Colleselli (DC) - Vincenzo Indelli (DC)                                  |
| Trasporti e aviazione civile                                                    |                                       |                                       | Oscar Luigi Scalfaro (DC)             | - Arcangelo Florena (DC) - Giacinto Genco (DC)                                                             |
| Poste e telecomunicazioni                                                       |                                       |                                       | Angelo De Luca (DC)                   | - Loris Biagioni (DC) - Bernardo D'Arezzo (DC)                                                             |
| Industria, commercio e artigianato                                              |                                       |                                       | Giulio Andreotti (DC)                 | - Paolo Barbi (DC) - Emanuela Savio (DC) - Sebastiano Vincelli (DC)                                        |
| Sanità                                                                          |                                       |                                       | Ennio Zelioli-Lanzini (DC)            | - Maria Cocco (DC) - Calogero Volpe (DC)                                                                   |
| Commercio con l'estero                                                          |                                       |                                       | Carlo Russo (DC)                      | - Dante Graziosi (DC) - Mario Vetrone (DC)                                                                 |
| Marina mercantile                                                               |                                       |                                       | Giovanni Spagnolli (DC)               | - Mariano Pintus (DC)                                                                                      |
| Partecipazioni statali                                                          |                                       |                                       | Giorgio Bo (DC)                       | - Luciano Radi (DC)                                                                                        |
| Lavoro e previdenza sociale                                                     |                                       |                                       | Giacinto Bosco (DC)                   | - Alessandro Canestrari (DC) - Vito Lattanzio (DC) - Francesco Turnaturi (DC)                              |
| Turismo e spettacolo                                                            |                                       |                                       | Domenico Magrì (DC)                   | - Leandro Rampa (DC) - Adolfo Sarti (DC)                                                                   |

## Cronologia
Salvo diversa indicazione le notizie sono tratte dal sito dellarepubblica.it, richiamato in bibliografia

### 1968

#### Maggio
- 21 maggio: i risultati definitivi delle elezioni confermano la maggioranza di centro-sinistra. La formazione di un nuovo gabinetto è tuttavia legata alle decisioni dei socialisti unificati, che devono fronteggiare la maretta interna causata dal deludente risultato elettorale. Il vice segretario Giacomo Brodolini dichiara in proposito che l'unificazione socialista va rilanciata e che il governo deve assumere un carattere più di sinistra che di centro. Le decisioni ufficiali saranno prese dal comitato centrale già convocato per fine mese.[6]
- 22 maggio: Rumor chiede un centro-sinistra che dia un rinnovamento al Paese. Parlando a Trieste si dichiara d'accordo con socialisti e repubblicani per accelerare la risoluzione delle più urgenti riforme. Rende atto al PSU per il coraggio con cui ha affrontato le elezioni. Ricorda che anche la DC nel ’63 pagò la scelta per aver accettato il centro-sinistra. Nenni a colloquio con Saragat.
- 23 maggio: Milano: dopo la pausa elettorale riprendono le agitazioni studentesche. Nonostante l’imminente inizio degli esami l’Assemblea decide di continuare l’occupazione. Un gruppo di studenti tenta di bruciare i libri della Biblioteca di Legge. Il gruppo è immediatamente denunciato dai docenti della Facoltà. Scontri fra studenti di opposte tendenze. Per evitare disordini la polizia presidia le Università della città.
Genova: si dimettono professori e studenti dell’Istituto di Scienze Sociali. Alla base della protesta l’invito rivolto al direttore di selezionare gli allievi in base a criteri confessionali. Pressioni che sono cominciate da quando un rappresentante della Curia genovese è stato nominato vicepresidente del Consiglio d’amministrazione, in cui figurano anche rappresentanti dell’IRI e il presidente dell’Ansaldo.
- 24 maggio: PSU: si riunisce a Formia, a casa di Pietro Nenni, la segreteria del partito per un primo esame del voto e le prospettive. Nonostante i pronunciamenti di Mancini, Mariotti e Ferri la partecipazione ad un nuovo governo di centro-sinistra appare molto incerta.
- 25 maggio: Pisa: il processo contro 18 studenti per le occupazioni e le manifestazioni delle settimane precedenti si conclude con l’assoluzione e il pagamento di qualche multa.
Milano: contro i provvedimenti intimidatori del rettore occupata per la quarta volta la Cattolica. Tutti gli esami sospesi.
Trento: scontri tra polizia e operai in sciopero e studenti.
Torino: ventisette studenti e operai denunciati dalla polizia in seguito alle manifestazioni per lo sciopero dell’11 aprile alla FIAT-Mirafiori. Il processo si svolgerà il 21 giugno.
Roma: nuova occupazione della Casa dello studente.
- 26-27 maggio: elezioni in Friuli Venezia-Giulia: nuova avanzata dei comunisti: i consensi al PCI superano anche quelli del 19-20 maggio. II PCI dal 19,7 per cento al 20,1 per cento. Migliaia di nuovi elettori comunisti coprono i vuoti degli emigrati e dei soldati di leva che non hanno potuto votare. II PSIUP va ancora avanti. II PSU (non presente a Udine) perde ancora nelle altre quattro circoscrizioni. La Democrazia Cristiana aumenta a spese delle destre.
- 27 maggio: il segretario del PCI, Luigi Longo, parlando a Napoli lancia un appello a PSU e sinistra cattolica per una radicale svolta politica. Illustra gli impegni del PCI nelle prossime battaglie nel Parlamento e nel Paese.
- 28 maggio: a Roma Bruno Zevi, Ludovico Quaroni e Roberto Marino, docenti alla Facoltà di Architettura, sono denunciati con l’accusa di apologia di reato per aver sottoscritto un documento di solidarietà con gli studenti.
- 28-29 maggio: nella direzione socialista la corrente di Nenni, Mancini e Ferri, favorevole alla ricostituzione di un governo di centro-sinistra è messa in minoranza sull’ordine del giorno presentato da Francesco De Martino e Mario Tanassi. I due segretari concordano su un «disimpegno» del PSU che porti, per ora a un monocolore DC. La sinistra lombardiana vota un suo documento: nessuna trattativa e nessun appoggio alla DC. L'ordine del giorno De Martino-Tanassi è approvato con 31 voti e 11 astensioni. Nenni non partecipa al voto. Antonio Giolitti, differenziandosi da Riccardo Lombardi, si schiera per ritorno immediato al centro-sinistra.
- 29 maggio: Roma: occupato il Magistero, si prepara la manifestazione di solidarietà con le lotte degli studenti e degli operai francesi indetta per il 1º giugno.
Milano: rioccupata l’Università statale. Formato un comitato di giuristi per difendere gli oltre 400 studenti denunciati per le occupazioni e le manifestazioni.
Trento: manifestazione di protesta di lavoratori e studenti contro le provocazioni della polizia e del padronato avvenute nei giorni precedenti.
- 30 maggio: si intensificano i colloqui per la formazione del nuovo governo. Il Presidente della Repubblica, Giuseppe Saragat, per un esame della situazione politica, riceve separatamente Pietro Nenni e il segretario della DC, Mariano Rumor. Nenni a sua volta ha un lungo colloquio con il Presidente del Consiglio uscente, Aldo Moro e incontra vari esponenti del suo partito. La Direzione del PRI si pronuncia per una conferma della formula di centro-sinistra: un governo a tre (DC-PSU-PRI) con un programma ben definito di riforme fra cui, come sottolinea nel suo intervento Ugo La Malfa, scuola, regioni, famiglia, tributi e codici.
- 31 maggio-1 giugno: Comitato centrale socialista: l’odg presentato da Francesco De Martino e Mario Tanassi che, sulla linea del documento presentato in Direzione, esclude una partecipazione ad un nuovo governo di centro-sinistra, è approvato con 145 voti a favore, 81 astensioni, tra cui Mancini, Preti, Romita e Giolitti. 22 membri del CC assenti. I 21 membri della sinistra di Riccardo Lombardi votano il documento della maggioranza con una propria dichiarazione. Motivazioni diverse da parte degli astenuti. La maggioranza ex PSI, sinistra esclusa, ha appoggiato la linea di De Martino. Nenni, come in direzione, non partecipa alla votazione. Si valuterà dopo la formazione del nuovo esecutivo la possibilità di un eventuale appoggio esterno.
Roma: la manifestazione indetta dal Movimento studentesco a sostegno del «Maggio francese» è caricata dalla polizia davanti all’Ambasciata di Francia in piazza Farnese. Il bilancio degli scontri durati circa tre ore è di 4 arresti, 24 feriti e 50 fermati.

#### Giugno
- 1 giugno: Luigi Longo parla a Torino. Il vero problema è liquidare subito il centro-sinistra. I dirigenti del PSU non possono pensare di conservare in frigorifero una formula che è morta per utilizzarla fra qualche mese. Il Paese non ha bisogno di chiacchiere ma di una decisa azione realizzatrice e riformatrice. Appello a tutte le forze democratiche a unire gli sforzi per attuare una svolta politica.
Torino: al termine di un comizio dello PSIUP, un corteo studentesco che ha attraversato la cintura operaia della città, è attaccato dalla polizia davanti alla sede de «La Stampa».
Pisa: inizia il processo contro 34 studenti per la manifestazione alla stazione ferroviaria il 15 marzo.
Firenze: in piazza Duomo seminari tenuti da studenti e professori su «riforma dell'università», «lotta operaia», «Il problema pedagogico nel pensiero di Gramsci», «Collegamento fra università e società». Nel pomeriggio una affollata assemblea di studenti medi e universitari, presente un rappresentante degli studenti francesi. Decisa la partecipazione alla manifestazione di solidarietà con le lotte in Francia indetta per il giorno dopo. 
Roma: dopo la lunga notte di partecipazione alle manifestazioni di solidarietà con gli studenti francesi gli universitari tornano nella città universitaria occupata il giorno prima. Continua la presenza della polizia in borghese e in divisa, come richiesto dal Rettore. In mattinata scontri tra studenti occupanti e di destra. Alcuni feriti. L’assalto squadrista offre il pretesto alla polizia di circondare l’Ateneo. Nel pomeriggio l’assemblea, a cui partecipano un migliaio di studenti, si protrae fino a sera inoltrata. La discussione si incentra su forme e obbiettivi di lotta interni all'Università e l’intervento politico all’esterno in rapporto con la classe operaia e la cittadinanza.
Napoli: la manifestazione di solidarietà con la Francia indetta alle 10:30 nel piazzale della Facoltà di Architettura si trasforma in un imponente corteo che attraversa le vie della città. La manifestazione si conclude con un sit-in davanti all’Università, occupata simbolicamente per alcune ore. Gli studenti dell’Orientale, occupato da circa due mesi, manifestano contro la pubblicazione da parte dei docenti del diario di esami, una provocazione rispetto alla loro richiesta di una radicale trasformazione dell’Istituto.
- 3 giugno: Roma: un gruppo di elementi di destra attaccano l'Università, dove è in corso un'assemblea generale. Sono respinti dagli occupanti ma gli incidenti sono il pretesto per l’intervento della polizia che entra nell'Università tra gli applausi degli assalitori. Denunciati 53 studenti.
- 4 giugno: alla vigilia dell’apertura della V Legislatura riunione dei tre partiti dell’ex maggioranza (DC-PSU-PRI) per decidere sulle presidenze del Senato e della Camera alle quali indicano rispettivamente Amintore Fanfani e Sandro Pertini.

Giorgio Amendola

- 7 giugno: nell’articolo Necessità della lotta su due fronti, pubblicato su «Rinascita», Giorgio Amendola sferra un duro attacco al movimento studentesco con cui, a suo giudizio, il PCI deve avere un rapporto estremamente chiaro, nella convinzione che «non serva a nulla ignorare i punti di contrasto, minimizzarne l’importanza ed ostinarsi a dare nella nostra stampa un quadro acritico del movimento studentesco», le cui posizioni definisce un «rigurgito di infantilismo estremista e di vecchie posizioni anarchiche». Una polemica con le tesi sostenute dal segretario Luigi Longo che, invece, la settimana successiva, le ribadirà in una tavola rotonda con la redazione «Rinascita».
- 6-10 giugno: Il Presidente della Repubblica Saragat inizia le consultazioni per la formazione del nuovo governo. Le consultazioni si concluderanno il 9 giugno, il 10 l’incarico viene conferito al segretario della DC Mariano Rumor.
- 7-8 giugno: Milano: a Piazza Duomo il movimento celebra il processo al governo, alle autorità accademiche, alla polizia, alla magistratura, i mezzi di informazione accusati di deformare i contenuti e le forme di lotta degli studenti. Sono presenti delegazioni delle varie Università in lotta. In serata i giovani in corteo arrivano nei pressi del «Corriere della Sera», lo circondano, bloccano gli automezzi destinati a trasportare il giornale, ed impegnano la polizia fino a notte. Gli scontri saranno ricordati come «la battaglia di via Solferino». Il bilancio è di 12 arresti, 250 fermati, 87 denunce e numerosi diversi contusi. All’alba dell’8 giugno la polizia interviene a sgomberare l’Università Cattolica e la Triennale. In segno di protesta si dimettono cinque membri della giunta esecutiva della mostra. Ancora in stato di fermo i giovani che hanno partecipato alle manifestazioni davanti al «Corriere della Sera». L’Unità denuncia le montature della stampa borghese e di destra sugli scontri del giorno prima.
- 11 giugno: nella sede de «L’Espresso» si svolge, coordinato da Nello Ajello, un dibattito fra Pier Paolo Pasolini, autore della poesia «Cari studenti» che sarà pubblicata dal settimanale, Vittorio Foa, Claudio Petruccioli, segretario nazionale della FGCI, e due studenti che decidono di restare nell’anonimato. Nella poesia lo scrittore critica i giovani del movimento, «facce di figli di papà», e solidarizza con i poliziotti, «figli di poveri, vengono da subtopaie, contadine o urbane» che si sono scontrati a Valle Giulia a Roma con gli studenti con le «facce di figli di papà». I due studenti, letto un comunicato in cui definiscono l’autore un «venduto al capitalismo», non partecipano al dibattito. La poesia sarà pubblicata integralmente su «Nuovi Argomenti».
- 12 giugno: dopo un ampio giro di consultazioni Rumor rinuncia all'incarico. Saragat apre un nuovo giro di consultazioni ma appare chiaro da subito che l'unica soluzione per evitare di ripetere le elezioni è un governo di attesa.[7]
- 13 giugno: la direzione democristiana approva l'operato di Rumor e dichiara in un comunicato che la DC intende perseguire la via di un esecutivo di centro-sinistra.
- 20-24 giugno: Giovanni Leone riceve l'incarico. Avviate le consultazioni riceve la disponibilità della DC e del PRI. I socialisti prenderanno una decisione solo dopo aver udito le dichiarazioni programmatiche in parlamento. Sulla base dei risultati forma un monocolore DC con l'incarico di traghettare il parlamento agli adempimenti costituzionali di dicembre. Il nuovo governo giura nelle mani del capo dello stato il 5 luglio e si riunisce per la prima volta il giorno dopo.[8]
- 25 giugno: il governo invia una decina di pilotine della Polizia di Stato, dell'Arma dei Carabinieri e della Guardia di Finanza al fine di circondare l'Isola delle Rose, dopo 55 giorni dalla dichiarazione di indipendenza dell'isola ideata da Giorgio Rosa.
- 28 giugno: il colonnello Renzo Rocca, ex capo dell’ufficio del SIFAR che si occupa di spionaggio industriale e coinvolto in numerosi scandali è trovato morto nel suo ufficio. Si è ucciso con un colpo di pistola. Molti dubbi sull’apparente suicidio.

#### Luglio
- 5 luglio: una sentenza della Corte costituzionale dichiara illegittimi gli articoli 225 e 232 del Codice di procedura penale che consentono di condurre indagini di polizia senza che siano garantiti i diritti della difesa degli imputati.
- 5-18 luglio: il governo si presenta ai due rami del Parlamento. Alla Camera la mozione di fiducia è approvata il 10 luglio con 263 voti a favore, 252 contrari e le astensioni degli 88 deputati repubblicani e socialisti-socialdemocratici. Al Senato è approvata con 138 voti a favore e 129 contrari. Leone annuncia come obiettivi principali del governo uno stralcio della riforma universitaria, una commissione per le pensioni previdenziali e i fondi di bilancio per le prime elezioni regionali, al momento ancora previste per il 1969. Nel programma c'è anche la cosiddetta cedolare vaticana, destinata alla tassazione della ricchezza mobile della Santa Sede. Quest'ultima prende subito posizione affermando che la condizione tributaria dello stato è disciplinata nel trattato lateranense che facilita e favorisce lo svolgimento dell'attività apostolica.[9]
- 15 luglio: un cittadino romano, Claudio Torelli, si rivolge al prefetto e alla procura della repubblica chiedendo la sospensione del sindaco Rinaldo Santini. Fidanzato con una ragazza spagnola che ha ottenuto tutti i nulla consolari necessari non può sposarsi perché il certificato spagnolo prescrive l'uso per matrimonio concordatario, mentre i due vogliono sposarsi col solo rito civile. Torelli presenta denuncia separata per omissione di atti d'ufficio nei confronti dell'impiegato dello stato civile che ha rifiutato le pubblicazioni pur in presenza di una sentenza favorevole emessa dalla sezione casi speciali del tribunale civile.[10]
- 19 luglio: Consiglio dei ministri: approvati i disegni di legge per l'adeguamento del codice di procedura penale alla sentenza della consulta sui diritti della difesa, per l'assicurazione obbligatoria dei veicoli e la riforma dell'ordinamento penitenziario.[11]
- 22 luglio: la commissione d'inchiesta sul SIFAR, composta dai generali Lombardi, Unia e Della Valle, consegna al parlamento la propria relazione. Secondo i tre alti ufficiali nel giugno-luglio del 1964 non c'è stato un tentativo di colpo di Stato. I fascicoli riguardano unicamente sabotatori ed eversori dell'ordine pubblico. A nome del governo il ministro della difesa, Luigi Gui, assicura che saranno forniti tutti i chiarimenti eventualmente richiesti nei limiti del segreto militare e di stato. Confermato il rifiuto di una commissione parlamentare d'inchiesta.[12]
- 29 luglio: viene resa nota l'enciclica Humanae Vitae di Paolo VI, che conferma il no della chiesa alle pratiche contraccettive. Monsignor Ferdinando Lambruschini precisa che il pronunciamento del Papa non ha il carattere dell'infallibilità e serve ad impedire nella coscienza del credente un'opinione contraria. La decisione di Montini scatena un forte dissenso nel mondo cattolico e nei paesi sovrappopolati. Nell'udienza generale del mercoledì a Castelgandolfo il Papa spiega che è stata una decisione difficile e sofferta, e che mai come in quel momento ha sentito il peso della sua responsabilità, e si appella al dovere di obbedienza di tutti i cattolici.[13]
- 30 giugno-2 agosto: consiglio nazionale della DC: assente Aldo Moro il segretario Mariano Rumor legge una relazione in cui parla di una nuova strategia per i cattolici nella ripresa autunnale, specie su temi particolarmente importanti come il divorzio, e auspica un rilancio del centro-sinistra. La DC, nell'attesa di una evoluzione delle incertezze socialiste, assume una posizione interlocutoria che spinge la sinistra di Forze nuove e i pontieri di Taviani a votare contro la maggioranza dorotea.[14]

#### Agosto

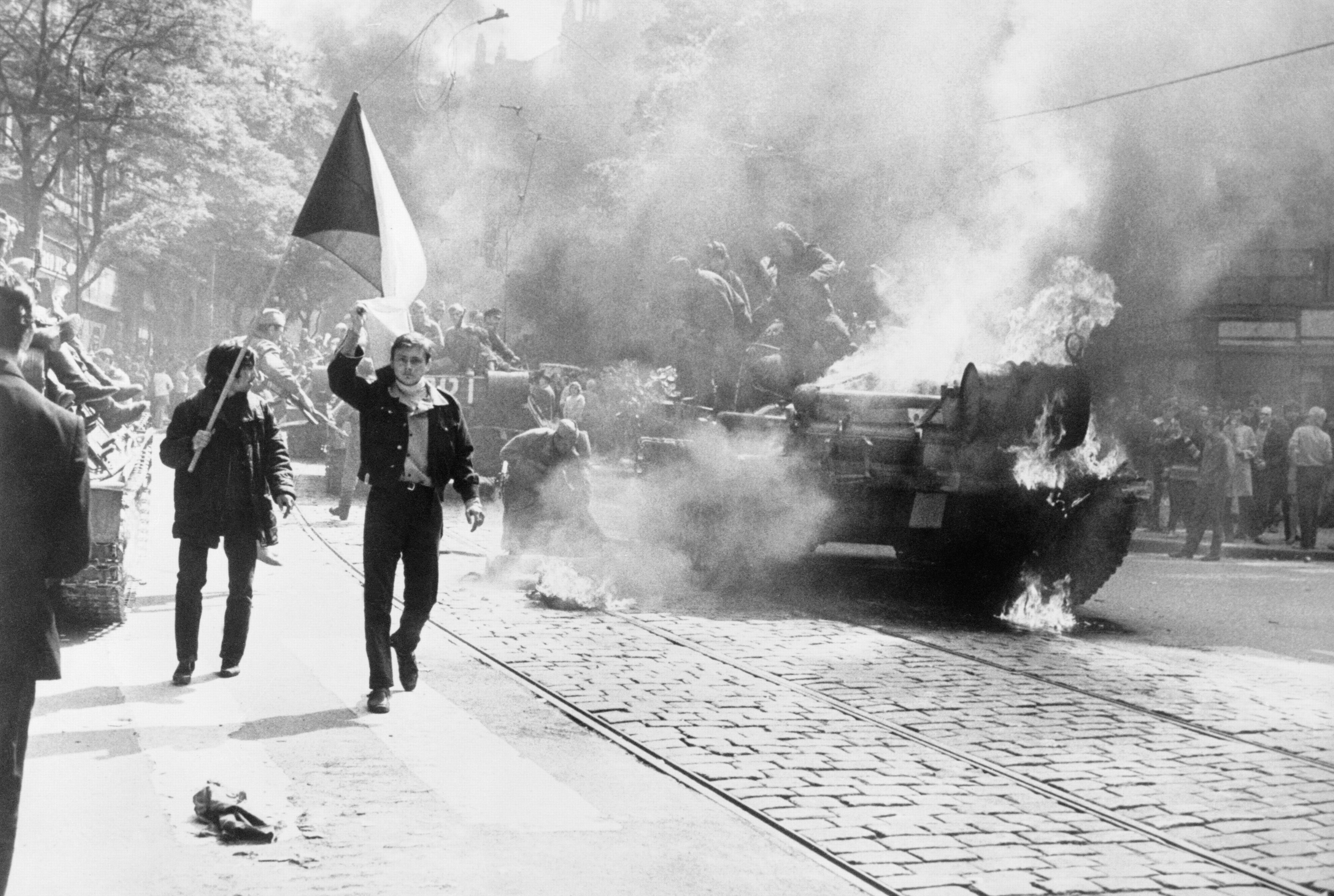
Cecoslovacchi in piazza contro i carri armati russi

- 18 agosto: in un articolo pubblicato dal quotidiano della DC Il Popolo, Mariano Rumor anticipa l'azione della DC per la ripresa autunnale. Va definito il quadro politico in cui dovrà muoversi il centro-sinistra: selezionare, tra i vari problemi del paese, quelli che possono andare incontro ad una soluzione con scadenze precise e quelli che richiedono tempi più lunghi.
- 21 giugno-3 settembre: inizia l'invasione sovietica della Cecoslovacchia che metterà fine alla Primavera di Praga. Profondo imbarazzo nel PCI, che esprime solidarietà ai cecoslovacchi ma al contempo difende "il patrimonio del comunismo sovietico". Il PCI, comunica la direzione, rimane fraternamente unito al PCUS, ma nello stesso giorno la Pravda attacca tutti i partiti comunisti oltre cortina per aver espresso solidarietà al movimento democratico. Convocato d'urgenza da Leone il Consiglio dei ministri chiede il ritiro delle truppe d'invasione. Cortei e proteste in tutta Italia. Una mozione della Camera sulla linea del governo viene votata da tutti i partiti con l'eccezione del PCI e del PSIUP.[15]

#### Settembre
- 6 settembre: nel motivare la condanna di Eugenio Scalfari e Lino Jannuzzi il tribunale di Roma sostiene che nel giugno-luglio 1964 non c'è stato alcun tentativo di colpo di Stato, e che l'operato del presidente Antonio Segni, accusato di collusione con De Lorenzo, rientra nella prassi costituzionale.
- 12 settembre: Consiglio dei ministri: il governo approva i tre disegni di legge per una parte della riforma universitaria: incompatibilità tra mandato parlamentare e docenza; revisione del regolamento dei concorsi per le cattedre; sperimentazione di una nuova didattica con partecipazione degli studenti ai consigli di facoltà. Socialisti e repubblicani si dichiarano favorevoli con qualche riserva da chiarire in aula.[16]
- 14 settembre: in occasione della 39ª settimana sociale dei cattolici italiani la segreteria di stato vaticana indirizza al cardinale Giuseppe Siri, presidente della CEI, una lettera ascrivibile al papa in cui si critica il sistema dei partiti e il loro processo decisionale. La definizione dei valori fondamentali, dei rapporti civili e dei diritti deve passare, se necessario, anche attraverso una riforma della costituzione.[17]

#### Ottobre
- 1 ottobre: inizio difficile per il nuovo anno scolastico. Scioperi del personale dei provveditorati e disordine amministrativo hanno impedito l'assegnazione degli incarichi a presidi e docenti. In molti istituti gli alunni sono rimandati a casa per l'impossibilità di riprendere l'attività. Il ministro Scaglia dispone in via provvisoria che siano prolungati sino a cessate necessità gli incarichi precedenti.[18]
- 4 ottobre: alla commissione giustizia della Camera riprende l'iter legislativo della legge che introduce il divorzio. Viene respinta una richiesta di rinvio della DC nell'attesa del parere della commissione affari costituzionali circa la compatibilità della legge con l'ordinamento del concordato tra stato e chiesa. Il deputato socialista Giuseppe Di Vagno argomenta in proposito che l'Italia, con l'intesa del 1929, non ha rinunciato alla propria sovranità sul tema del matrimonio. L'obbligo della lettura degli articoli del codice civile da parte del celebrante religioso ne è la riprova. La proposta mira a sciogliere gli effetti civili del matrimonio, previsti da tali articoli, e non intacca la sacralità e la validità di quello religioso.
- 16 ottobre: in vista del consiglio nazionale di fine mese Mariano Rumor dichiara in un'intervista che l'unica alternativa al rilancio del centro-sinistra sono le elezioni politiche anticipate.[19]                                                                                                             Rispondendo ad una interrogazione socialista il ministro della Sanità, Ennio Zelioli-Lanzini, dichiara che il governo non assumerà iniziative contrarie alla regolamentazione della pillola e, più in generale, al controllo delle nascite. Perplessità nel gruppo parlamentare democristiano.Il ministro Zelioli-Lanzini

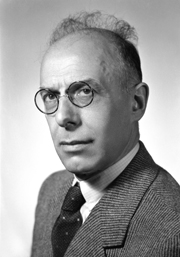
Il ministro Zelioli-Lanzini

- 21 ottobre: il Senato approva in via definitiva la proposta di amnistia per i reati politici avanzata dal socialista Tristano Codignola. Decadono centinaia di procedimenti avviati negli ultimi mesi nei confronti degli studenti protagonisti delle occupazioni universitarie, delle lotte nelle scuole medie superiori e delle varie manifestazioni studentesche.
- 23-28 ottobre: congresso dei socialisti uniti: si decide di tornare alla vecchia denominazione di Partito socialista (PSI). L'accordo fra «Autonomia socialista» di Nenni e Giacomo Mancini e «Rinnovamento socialista» di Tanassi, Cariglia, Tremelloni consente la rielezione di Nenni alla presidenza del partito e l’elezione di Mauro Ferri a segretario. Le decisioni relative al governo saranno prese dal primo comitato centrale utile.
- 26 ottobre: il segretario comunista Luigi Longo è colpito da emorragia cerebrale.

#### Novembre
- 11 novembre: continuano le occupazioni delle principali università italiane e di numerosi licei e scuole medie superiori. A Roma è occupata la Facoltà di Magistero. A Torino davanti alla FIAT-Mirafiori scontri fra lavoratori e forze dell’ordine.
- 19 novembre: sulla base della disponibilità manifestata dal PRI, dal PSI e dalla DC di dar vita a una più ampia maggioranza il governo rassegna le dimissioni.[20] Prima di dare le dimissioni firma, su suggerimento del ministro dell'Interno Franco Restivo, una dichiarazione di guerra all'Isola delle Rose. Si tratta della prima dichiarazione di guerra della Repubblica italiana, a ventotto anni di distanza fatta alla Francia il 10 Giugno del 1940, voluta dall'allora dittatore Benito Mussolini.